# Dorcadion darjae
Dorcadion darjae là một loài bọ cánh cứng trong họ Cerambycidae.